# Порабощенный разум
«Порабощенный разум» (пол. Zniewolony umysł) — философско-поэтическое эссе, литературная притча, написанная польским поэтом и эссеистом, лауреатом Нобелевской премии по литературе 1980 года Чеславом Милошем в 1953 году. Впервые издан в 1953 году во Франции в сотрудничестве с Парижским издательством «Kulturа». Книга вышла почти одновременно — в начале 1953 года — на польском, французском, английском и немецком языках.
Эссе описывает отношения в польском обществе во время и после Второй мировой войны, в основном, в Варшаве.
«Порабощенный разум» Чеслава Милоша является не только выдающейся работой в области политологии и исследования коммунизма, это литературный антитоталитарный трактат, содержащий вневременное отражение состояния человека, его этики, личной свободы или личного рабства… Это анализ того, какими путями интеллигенция принимает коммунизм, хотя втайне пытается сохранить от него некоторую призрачную независимость (здесь играют роль и страх, и подкуп, но сводить дело только к ним было бы слишком просто).
Автор хотел описать среду, которую хорошо знал лично, поэтому выбрал своими героями нескольких польских литераторов. В четырех главах писатель описывает судьбы четырех писателей того времени, принятые ими решения, поведение, вопросы нравственности, отношение к литературе в 1945—1956 годах, то есть во времена сталинизма в Польше.
Под главами-псевдонимами скрыты хорошо известные Милошу: Альфа — Ежи Анджеевский, Бета — Тадеуш Боровский, Гамма — Ежи Путрамент и Дельта — Константы Галчиньский.
В русском переводе вышло в 2003, переиздано в 2011 году.